# Ben Waine
Ben Waine, né le 11 juin 2001 à Wellington, est un footballeur international néo-zélandais, qui joue au poste d'avant-centre à Port Vale.

## Biographie

### En club
Le 7 août 2018, Ben Waine dispute son premier match en professionnel avec le Wellington Phoenix dans le cadre d'un match de Coupe d'Australie contre les Bentleigh Greens. Lors de cette défaite 1-0, il entre en jeu à la place de Nathan Burns à la 76e minute de jeu. Le 30 mars 2019, il dispute son premier match de championnat d'Australie, en entrant en jeu à une minute du terme de la victoire 4-1 contre les Newcastle United Jets. Au mois d'avril, il est titularisé pour la première fois dans le cadre de la dernière journée de championnat, lors d'une défaite 5-0 contre Perth Glory. À l'intersaison 2019, il signe un contrat un contrat scolaire avec le Wellington Phoenix, contrat qui devient un professionnel quelques mois plus tard.
Le 3 novembre 2019, il inscrit son premier but en professionnel, inscrivant le but de la réduction du score lors d'une défaite 3-2 en déplacement à Melbourne City. Il devient alors le plus jeune buteur de l'histoire du Wellington Phoenix, à l'âge de 18 ans, 5 mois et 23 jours.
Au mois d'avril 2021, il inscrit un but lors de quatre matchs consécutifs. À l'intersaison 2021, il refuse l'offre du club de Coventry City en deuxième division anglaise pour prolonger son contrat jusqu'en 2024.
Le 30 décembre 2022, il rejoint le Plymouth Argyle FC en troisième division anglaise pour deux saisons et demie, plus une en option. Il inscrit son premier but en Angleterre le 7 avril 2023 contre Morecambe.

### En sélection
Ben Waine dispute la Coupe du monde des moins de 20 ans 2019 disputée en Pologne entre mai et juin. Le 24 mai, lors de la première journée de phases de groupes, il inscrit un doublé au cours de la victoire 5-0 face au Honduras. Waine dispute au total trois matchs dans la compétition, qui s'arrête au stade des huitièmes de finale pour les Néo-Zélandais après une défaite aux tirs au but contre la Colombie.
Entre septembre et octobre 2019, il dispute les qualifications aux Jeux Olympiques. Au cours de celles-ci, il inscrit huit buts en cinq matchs, dont notamment un quadruplé face aux Samoa  (victoire 6-1), ainsi qu'un but en finale contre les Îles Salomon (victoire 5-0).
En juillet 2021, il participe aux Jeux olympiques de Tokyo 2020 avec l'équipe de Nouvelle-Zélande olympique. Il entre en jeu lors des matchs de poule contre la Corée du Sud (victoire 1-0) et le Honduras (défaite 3-2). En quarts de finale face au pays-hôte japonais, il est titularisé mais ne peut empêcher la défaite des OlyWhites aux tirs au but.
Ben Waine fait ses débuts en équipe de Nouvelle-Zélande le 18 mars 2022 dans le cadre des qualifications à la Coupe du monde 2022 contre la Papouasie-Nouvelle-Guinée. Au cours de ce match, il inscrit l’unique but du match à la 75e minute, moins de 10 minutes seulement après son entrée en jeu. Trois jours plus tard, il est titularisé par Danny Hay face aux Fidji (victoire 4-0), avant d'être remplacé à la mi-temps.

## Palmarès

### En club
Plymouth Argyle
- Championnat d'Angleterre de troisième division
  - Champion en 2022-23